# Pristimantis ockendeni
Espèce
Synonymes
- Hylodes ockendeni Boulenger, 1912
- Hylodes hylaeformis Melin, 1941
- Syrrhophus calcaratus Andersson, 1945
- Eleutherodactylus melini Bokermann, 1958
- Eleutherodactylus calcaratus (Andersson, 1945)
- Eleutherodactylus anderssoni Lynch, 1968
- Eleutherodactylus ockendeni (Boulenger, 1912)

Statut de conservation UICN

 LC  : Préoccupation mineure
Pristimantis ockendeni est une espèce d'amphibiens de la famille des Craugastoridae.

## Répartition
Cette espèce est endémique de la province de Carabaya dans la région de Puno au Pérou.

## Description
L'holotype mesure 34 mm.

## Étymologie
Cette espèce est nommée en l'honneur de George Richard Ockenden.

## Taxinomie
Les spécimens de Colombie, d'Équateur, de Bolivie et du Brésil qui ont été rattachés par le passé à cette espèce appartiennent à d'autres espèces d'un groupe d'espèce non élucidé.

## Publication originale
- Boulenger, 1912 : Descriptions of new Batrachians from the Andes of South America, preserved in the British Museum. Annals and Magazine of Natural History, sér. 8, vol. 10, p. 185-191 (texte intégral).